# Klisura (Demir Kapija)
Klisura (makedonsky: Клисура) je zaniklá vesnice v Severní Makedonii. Nachází se v opštině Demir Kapija ve Vardarském regionu.

## Geografie
Klisura se nachází v jihovýchodní části opštiny Demir Kapija, na pravé straně řeky Vardar. Obec je kopcovitá a leží v nadmořské výšce 240 metrů. Od města Demir Kapija je vzdálená 7 km, od města Negotino 27 km.
Díky blízkosti pramenu Starata Reka je ve vesnici několik fontán - Popčeva, Vaskovska, Rujkovska, Kuzmanovska a Oreškovska (zvaná také Bejova kašna).
Katastr vesnice má rozlohu 46,2 km2. Zdejší vesničané se živili především zemědělstvím, chovem zvířat a lesnictvím. Chovalo se zde až 12 tisíc koz a ovcí.

## Historie
Až do konce 17. století se vesnice nacházela u ústí Staré řeky, pramene Vardaru. Kvůli častým útokům Turků se vesnice přesunula na druhý břeh. V oblasti Staro Selo (stará obec) jsou pozůstatky domů, kašen a nachází se zde starý hřbitov. Nedaleko této oblasti se nachází Markova kašna, spojovaná se srbským králem Markem a nad ní je kostel sv. Dimitrije.
Od svého založení byla vesnice čistě křesťanská a obývali ji pouze Makedonci.

## Demografie
Podle záznamů Vasila Kančova zde v roce 1900 žilo 360 obyvatel makedonské národnosti a křesťanského vyznání.
Vesnice byla téměř celá vysídlena v roce 1981, kdy zde zůstalo pouze 6 obyvatel. V roce 2002 se zde k trvalému pobytu hlásili 3 obyvatelé.
Podle posledního sčítání lidu z roku 2021 zde již nežije nikdo.
| Rok          | 1900 | 1905 | 1948 | 1953 | 1961 | 1971 | 1981 | 1991-94 | 2002 | 2021 |
| ------------ | ---- | ---- | ---- | ---- | ---- | ---- | ---- | ------- | ---- | ---- |
| Obyvatelstvo | 360  | 480  | 665  | 575  | 384  | 27   | 6    | 0       | 3    | 0    |